# اچ‌ام‌اس میدلتن (ام۳۴)
اچ‌ام‌اس میدلتن (ام۳۴) (به انگلیسی: HMS Middleton (M34)) یک کشتی است که طول آن 60 m می‌باشد. این کشتی در سال ۱۹۸۳ ساخته شد.